# Joutenjärvi (sjö i Suomussalmi, Kajanaland)
Joutenjärvi är en sjö i kommunen Suomussalmi i landskapet Kajanaland i Finland. Arean är 16 hektar och strandlinjen är 3,84 kilometer lång.  Den  ingår i Uleälvens huvudavrinningsområde.  Sjön ligger omkring 89 kilometer nordöst om Kajana och omkring 560 kilometer norr om Helsingfors. 
I sjön finns ön Pajusaari (halvö). Nordväst om Joutenjärvi ligger Hampusperä. 